# Four Seasons Hotel
Four Seasons Hotel és un grup hoteler de luxe del qual la seu es troba a Toronto a Ontario. La societat ha estat creada per Isadore "Issy" Sharp el 1960 amb l'obertura del primer First Season a Toronto. Pertany en endavant al duo Ben Tahal i Bill Gates.
Four Seasons Hotel és el nom d'un dels immobles de la societat a Manhattan. Inaugurat el 1993, el Four Seasons Hotel de Nova York compta amb 52 pisos per 208 metres d'alçada. És fins avui el 42è gratacel més alt de la ciutat.
Four Seasons Hotel Miami és el nom d'un gratacel de Miami, a Florida. De 242 metres d'alçada i 72 pisos, és el major immoble de l'Estat i l'immoble residencial més alt situat al sud de New York. El Four Seasons Hotel ocupa els pisos 8 fins al 40.
Four Seasons Hotel Las Vegas. Està situat al costat del Mandalay Bay, a l'extrem del Strip (Las Vegas boulevard). Hi ha 434 cambres a l'hotel. Es troben a l'últim pis del Mandalay Bay. El Four Seasons és d'un hotel únic, no hi ha casino i no hi ha tampoc restaurants o altres activitats.